# La Tempérance (Pollaiuolo)
La Tempérance est une peinture allégorique réalisée à l'huile sur panneau en 1470 par Piero Pollaiuolo, aujourd'hui conservée à la Galerie des Offices à Florence. Le tableau représente la Tempérance, l'une des sept vertus   de l'Église catholique.

## Histoire
Le Tribunale della Mercanzia de Florence (l'organisme supervisant toutes les guildes de la ville) a commandé à l'artiste sept œuvres représentant les sept vertus dont les quatre cardinales dans un contrat daté du 18 août 1469. Elles étaient destinées à décorer les dossiers des sièges de sa salle d'audience sur la piazza della Signoria. La Charité  fut le premier tableau à être achevé et fut livré en décembre 1469.
La commande fut temporairement transférée à Botticelli, probablement après un retard de Pollaiuolo. Botticelli a produit La Force avant que les protestations bruyantes de Pollaiuolo et de son frère Antonio ne conduisent à un deuxième contrat renvoyant la commande à Piero et à son atelier pour produire les six œuvres restantes de la série.
Après le transfert de la magistrature aux Offices, les peintures furent exposées dans la galerie à partir de 1717, après la suppression du Tribunal. Au XIXe siècle, les œuvres étaient dans un si mauvais état de conservation que seule La Prudence était exposée.

## Articles liés
- L'Espérance
- La Foi
- La Charité
- La Justice
- La Prudence
- La Force (Botticelli)

## Source de traduction
- (en) Cet article est partiellement ou en totalité issu de l’article de Wikipédia en anglais intitulé « Temperance (Pollaiuolo) » (voir la liste des auteurs).